# Reviews of Environmental Contamination and Toxicology
Reviews of Environmental Contamination and Toxicology, abgekürzt Rev. Environ. Contam. Toxicol., ist eine wissenschaftliche Fachzeitschrift, die vom Springer-Verlag veröffentlicht wird. Derzeit erscheint die Zeitschrift mit vier Ausgaben im Jahr. Es werden Übersichtsarbeiten veröffentlicht, die sich mit den Wirkungen chemischer Kontaminanten (incl. Pestiziden) auf die Umwelt beschäftigen.
Der Impact Factor lag im Jahr 2014 bei 3,744. Nach der Statistik des ISI Web of Knowledge wird das Journal mit diesem Impact Factor in der Kategorie Umweltwissenschaften an 27. Stelle von 221 Zeitschriften und in der Kategorie Toxikologie an zwölfter Stelle von 87 Zeitschriften geführt.